# Bruno Deville
Pour les articles homonymes, voir Deville.
Bruno Deville est un réalisateur belgo-suisse né en 1976 à Ottignies.

## Biographie
Diplômé de l'École d'art plastique de Wavre en 1992, Bruno Deville étudie ensuite à l'École cantonale d'art de Lausanne dont il obtient le diplôme en 2000.
Il fonde en 2004, avec Léo Maillard, la société de production Le Flair à Lausanne.

## Filmographie

### Courts métrages
- 2000 : La Bouée
- 2003 : Viandes
- 2004 : Toujours rien
- 2005 : Le Dieu du stade
- 2006 : Momo
- 2011 : CROM
- 2011 : La Traversée

### Long métrage
- 2014 : Bouboule

### Télévision
- 2024 : Espèce menacée